# Friedrich Erich August Krämer

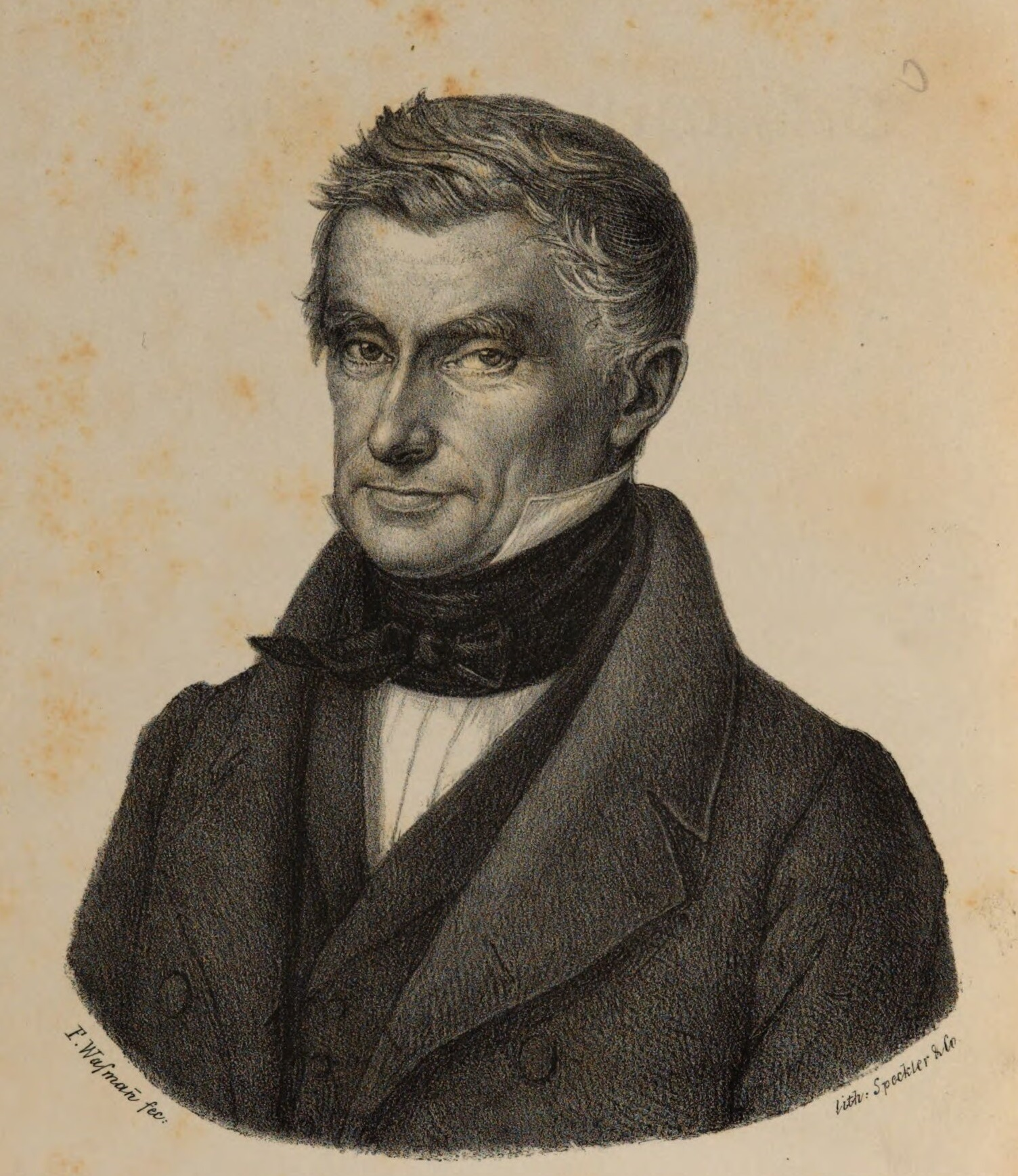
Friedrich Erich August Krämer, Lithographie von Friedrich Wasmann (1845)

Friedrich Erich August Krämer (* 21. Juni 1785 in Bleckendorf; † 22. Januar 1845 in Hamburg) war ein deutscher Theologe und Pädagoge. Von 1837 bis kurz vor seinem Tod war er der erste Direktor der Realschule des Johanneums in Hamburg.

## Leben
Krämer wurde in Bleckendorf (heute Egeln-Nord) im Herzogtum Magdeburg als Sohn eines Predigers geboren. Nach dem Tode seines Vaters kam er 1798 auf das Pädagogium am Kloster Unser Lieben Frauen in Magdeburg, später auf die lateinische Hauptschule des Hallischen Waisenhauses. 1803 begann er in Halle, Theologie zu studieren. Nach Abschluss des Studiums arbeitete er an verschiedenen Orten als Hauslehrer. 1808 ging er nach Hamburg und wurde dort zum Pfarramtskandidaten (Candidatus Ministerii) examiniert. Ebenfalls 1808 heiratete er die aus Magdeburg stammende Caroline Krämer, geborene Beherens (1782–1829).
In Kiel promovierte er zum Dr. phil. und gründete 1909 eine private Knabenschule in Hamburg. 1825 wurde er als Professor am Johanneum angestellt. Nach dem Tod seiner ersten Ehefrau 1829 heiratete Krämer zum zweiten Mal. 1834 übernahm er am Johanneum die Leitung der Realabteilungen, die 1837 als selbständige Realschule abgetrennt wurde. Krämer war somit der erste Direktor der Schule, die später zum Realgymnasium des Johanneums werden sollte. 1844 wurde Krämer emeritiert und starb bald darauf.
Sein Sohn Gustav Adolf Krämer (1810–1849) sammelte seine zahlreichen kleinen Schriften, meist Predigten und Schulreden, und gab sie heraus. Der Maler Friedrich Wasmann heiratete 1846 die jüngste Tochter von F.E.A. Krämer, Emilie Krämer (1822–1904). Wasmann steuerte ein Porträt seines Schwiegervaters zu den Gesammelten Schriften bei.

## Schriften (Auswahl)
- Ueber die Gestalt und das Ziel der von der Gelehrtenschule des Johanneums getrennten Realschule. Hamburg Ostern 1834. (Online, zugleich S. 63–70 der Gesammelten Schriften)
- Über die gegenwärtige innere und äußere Einrichtung der Realschule zu Hamburg. Meissner, Hamburg Michaelis 1834. (Online, zugleich S. 71–114 der Gesammelten Schriften)
- Gesammelte Schriften von F. E. A. Kraemer. Phil. Erie, Hamburg 1845, urn:nbn:de:bvb:12-bsb10763295-7